# Johann Lukas Schönlein
Johann Lukas Schönlein (ur. 30 listopada 1793 w Bambergu, zm. 23 stycznia 1864 tamże) – niemiecki lekarz.
Studiował medycynę w Landshut, Jenie, Getyndze i Würzburgu. Następnie wykładał medycynę, najpierw w Würzburgu jako privatdozent od 1817, a od 1833 jako profesor w Zurychu, a od 1839 roku w Berlinie. Wykładał wtedy terapię chorób i patologię. Był osobistym lekarzem Fryderyka Wilhelma IV Pruskiego. Był jednym z pierwszych lekarzy wykładających w języku niemieckim w miejsce używanej wcześniej łaciny. Opisał jako purpura rheumatica chorobę, znaną dziś jako zapalenie naczyń związane z IgA. Przedstawił też opis grzybicy skóry głowy (Achorion Schönleinii).
W 1842 został odznaczony cywilnym Pour le Mérite.